# ザ・ワークス (テレビ制作会社)
株式会社ザ・ワークス (英: THE WORKS CO.,LTD) は、日本のテレビ番組制作会社。渡辺プロダクションの子会社。

## 概要
1955年（昭和30年）創業の渡辺プロダクションは芸能事務所としてタレントのマネジメント業務の他にテレビ番組制作も行なっていたが、1980年代に入ると、芸能事務所としての渡辺プロの力が低下。自社のタレントだけで番組を賄うことが出来ず、他社所属タレントを多く起用するようになったことから、渡辺プロからテレビ番組制作機能を切り離して、1984年（昭和59年）5月17日に「渡辺プロダクション映像部（わたなべプロダクションえいぞうぶ）」として設立され現在の社名に改称。制作プロダクションとしては大手。テレビ・ラジオ番組の制作やビデオソフト・コンピューターソフト・コマーシャルの企画制作などを行っている。
1993年（平成5年）の東京メトロポリタンテレビジョン開局に際しては、出資とともにスタッフを派遣。番組制作を支援した。
近年は深夜テレビドラマの製作にて、製作委員会を立ち上げて自ら幹事社を担当することが増えている。

## 主要スタッフ
プロデューサー

- 藤田志帆
- 山本玲子
- 城野麻衣子
- 山口敦司
- 久保田聡
- 菊地裕幸
- 徳武真一
- 高橋優子
- 大垣一穂（ドラマ）
- 角田正子（ドラマ）

演出
- 小山貴広
- 栗原利典
- 安池薫

ディレクター

- 飛田一充
- 小見早苗
- 髙野勝矢
- 川口順也
- 櫻井彩香
- 赤津未奈
- 重富英夫
- 本河隆志
- 大谷俊介
- 妹尾友祐

## 過去の所属スタッフ
- 中山史郎（2018年9月8日逝去）
- 工藤浩之（現：株式会社ケイマックス代表取締役社長）
- 小西寛（現：株式会社ケイマックス取締役・プロデューサー兼株式会社マルホランド代表取締役社長）
- 越智貞夫（弊社からアミューズを経て、現：株式会社コブラピクチャーズ代表取締役社長）
- 赤羽根敏男
- 斎藤匠（現：有限会社アクロ代表取締役会長）
- 金佐智絵（現：株式会社ザ・スピングラス代表取締役社長）
- 菊岡郁枝（現：株式会社ザ・スピングラスプロデューサー）
- 高松大（現：株式会社ティーズ代表取締役社長）
- 高石明彦（現：株式会社The icon代表取締役社長）
- 西原信行（現：株式会社Nobs代表取締役社長）
- 春名康好（現：株式会社SWICTH代表取締役社長）
- 原田廣一（現：株式会社SWICTHプロデューサー）
- 竹山耕太郎（現：株式会社Macaron Labo.代表取締役社長）
- 山守文雄（現：株式会社ディーイープロデューサー）

## 主な制作・スタッフ派遣実績
※印はスタッフ協力だが制作クレジット表示なし。

### テレビ番組
（凡例）太字：現在放映中また継続中（特番の場合）の番組・これから放映される番組。

## 不祥事
2003年10月下旬『みごろ!たべごろ!デンセンマン』番組公式ウェブサイトに、視聴率の調査対象世帯に対して「番組を応援してくれたら高額なプレゼントがあります」などと呼びかける文章を掲示した。この当時は日本テレビの視聴率不正操作が大きな問題となっている最中であり、10月24日、事態を重くみたテレビ朝日から削除を要求され、該当ページを削除。番組自体も11月2日の放送（第5回）をもって打ち切りとなった。
2016年6月19日放送の珍種目No.1は誰だ!? ピラミッド・ダービーにおいて、出演者があたかも脱落したかのような演出をしたりその出演者をCGで消える処理など恣意的な編集をしたとして謝罪した。